# فيروزي لؤلؤي
الفيروزي اللؤلؤي (بالإنجليزية: Pearl Mystic Turquoise)‏ هو أحد تدرجات اللون الفيروزي.